# Simon Scarrow

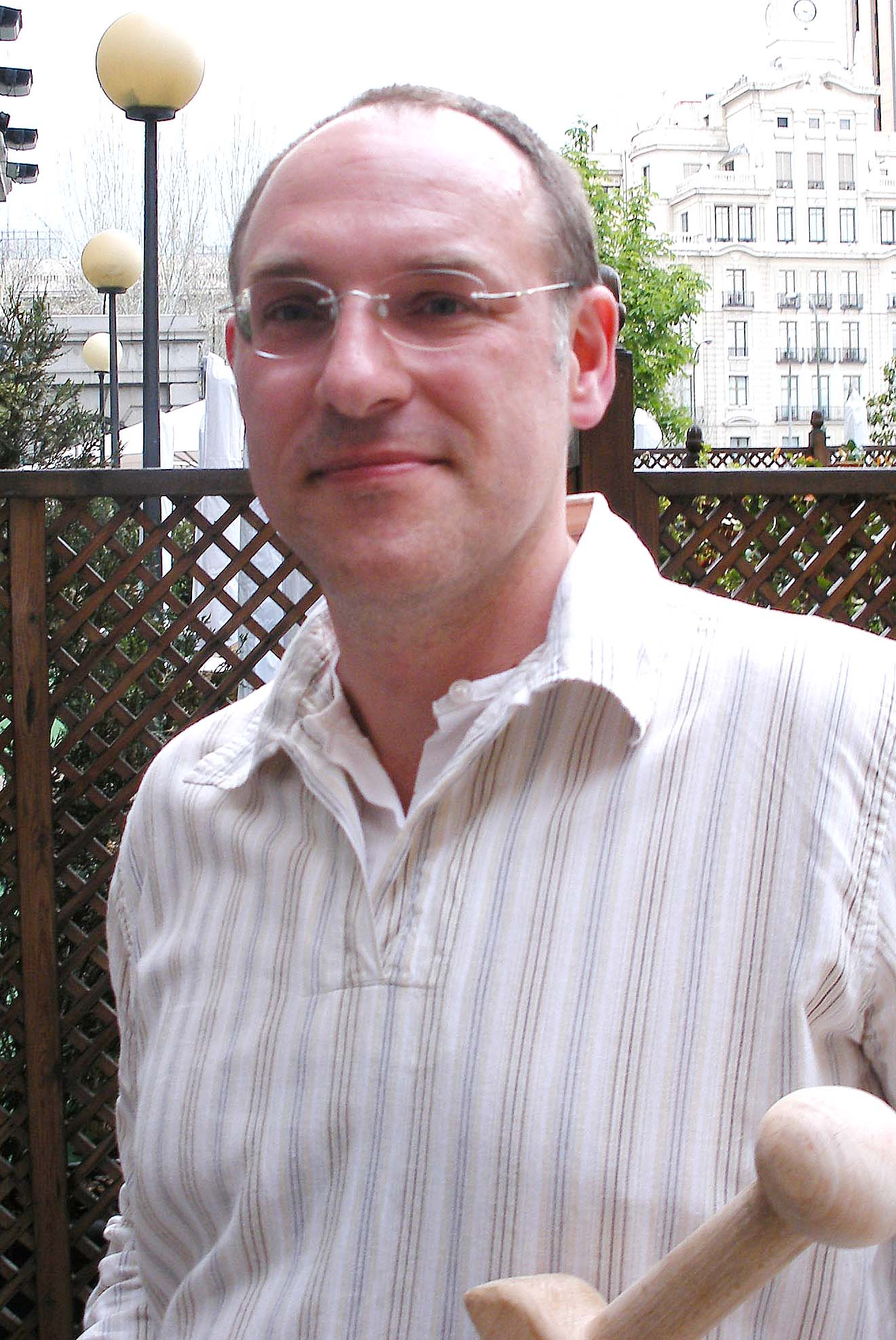
Simon Scarrow (2007)

Simon Scarrow (* 1962 in Nigeria) ist ein britischer Autor, der vor allem historische Romane schreibt.

## Leben
Scarrow wurde 1962 als Kind britischer Eltern in Nigeria geboren und wuchs in vielen weiteren Ländern auf, ehe er nach England kam. Er interessierte sich schon früh für das Schreiben von Büchern und begann seinen ersten Roman zur Zeit seines Schulabschlusses. Danach arbeitete er zwei Jahre lang im öffentlichen Dienst, ehe er ein Studium begann, das er mit einem Hochschulabschluss beendete. Anschließend arbeitete er als Dozent für Geschichte im englischen Norfolk. Gleichzeitig begann er wieder mit der Arbeit an Büchern. Seit 2005 ist er hauptberuflich als Schriftsteller tätig.

## Werke (Auswahl)

### Adler-Serie
Seinen mittlerweile relativ großen Bekanntheitsgrad verdankt Scarrow vor allem der „Adler-Serie“, einer Reihe historischer Romane über die beiden römischen Soldaten Quintus Licinius Cato und Lucius Cornelius Macro, die anfangs in der Legio II Augusta dienen und während der römischen Invasion Britanniens, beginnend im Jahre 42 n. Chr., unter dem Adler kämpfen.
2013 erschien noch ein (von Scarrow mit T. J. Andrews verfasster) der Adler-Serie zeitlich vorgelagerter (41 n. Chr.), aber inhaltlich mit ihr verknüpfter Band:
- with T. J. Andrews: Arena. Headline Publishing Group, London 2013, ISBN 978-0-7553-9822-5.
  - mit T. J. Andrews: Arena Barbar. Roman. Heyne, München 2014, ISBN 978-3-453-47128-3.[1]

#### Bände der Adler-Serie
- Under the eagle. Headline Books, London 2001, ISBN 0-7472-6629-8.
  - Im Zeichen des Adlers. Roman. Goldmann, München 2003, ISBN 3-442-35911-2.[2]
- The eagle’s conquest. Headline Books, London 2002, ISBN 0-7472-6630-1.
  - Im Auftrag des Adlers. Roman. Goldmann, München 2004, ISBN 3-442-35960-0.[3]
- When the eagle hunts. Headline Books, London 2004, ISBN 0-7553-3124-9.
  - Der Zorn des Adlers. Roman. Goldmann, München 2005, ISBN 3-442-36154-0.[3]
- The eagle and the wolves. Headline Books, London 2004, ISBN 0-7553-0114-5.
  - Die Brüder des Adlers. Roman. Goldmann, München 2005, ISBN 3-442-36293-8.[3]
- The eagle’s prey. Headline Books, London 2005, ISBN 0-7553-0116-1.
  - Die Beute des Adlers. Roman. Heyne, München 2012, ISBN 978-3-453-47118-4.[4]
- The eagle’s prophecy. Headline Books, London 2008, ISBN 978-0-7553-0116-4.
  - Die Prophezeiung des Adlers. Roman. Heyne, München 2013, ISBN 978-3-453-47119-1.[3]
- The eagle in the sand. Headline Books, London 2006, ISBN 0-7553-2774-8.
  - Die Jagd des Adlers. Roman. Heyne, München 2014, ISBN 978-3-453-47120-7.[5][6]
- Centurion. Headline Books, London 2008, ISBN 978-0-7553-2777-5.
  - Centurio. Roman. Heyne, München 2010, ISBN 978-3-453-43505-6.[3]
- Gladiator. Headline Books, London 2009, ISBN 978-0-7553-3916-7.
  - Gladiator. Roman. Heyne, München 2011, ISBN 978-3-453-43506-3.[2]
- Legion. Hedline Books, London 2010, ISBN 978-0-7553-5374-3.
  - Die Legion. Roman. Heyne, München 2012, ISBN 978-3-453-43620-6.[3]
- Praetorian. Headline Books, London 2011, ISBN 978-0-7553-5377-4.
  - Die Garde. Roman. Heyne, München 2012, ISBN 978-3-453-43621-3.[2]
- The Blood Crows. Headline Books, London 2013, ISBN 978-0-7553-5380-4.
  - Die Blutkrähen. Roman. Heyne, München 2015, ISBN 978-3-453-47121-4 .
- Brothers in Blood. Headline Books, London 2014, ISBN 978-0-7553-9393-0.
  - Blutsbrüder. Heyne, München 2016, ISBN 978-3-453-47138-2.[2]
- Britannia: Eagles of the Empire. Headline Books, London 2016, ISBN 978-1-4722-1331-0
  - Britannia. Heyne, München 2016, ISBN 978-3-453-47140-5
- Invictus: Eagles of the Empire. Headline Books, London 2017, ISBN 978-1-4722-1334-1
  - Invictus. Heyne, München 2017, ISBN 978-3-453-43897-2
- Day of the Caesars: Eagles of the Empire Headline Books, London 2018, ISBN 978-1-4722-1338-9
  - Imperator. Heyne, München 2018, ISBN 978-3-453-47149-8
- The Blood of Rome: Eagles of the Empire Headline Books, London 2018, ISBN 978-1-4722-5836-6
  - Das Blut Roms. Heyne, München 2019, ISBN 978-3-453-47177-1
- Traitors of Rome: Eagles of the Empire Headline Books, London 2020, ISBN 978-1-4722-5841-0
  - Helden der Schlacht. Heyne, München 2020, ISBN 978-3-453-47179-5
- The Emperor's Exile: Eagles of the Empire Headline Books, London 2021, ISBN  978-1-4722-5845-8
  - Verbannung, Heyne, München 2021, ISBN 978-3-453-44148-4
- The Honour of Rome: Eagles of the Empire, Headline Books, London 2021, ISBN 978-1-4722-5848-9
  - Die Ehre Roms, Heyne, München 2023, ISBN 978-3-453-47188-7
- Death to the Emperor: Eagles of the Empire, Headline Books, London 2023, ISBN 978-1-4722-8716-8
  - Rebellion, Heyne, München 2023, ISBN 978-3-453-47189-4
- Rebellion: Eagles of Empire, Headline Books, London 2024, ISBN 978-1-4722-8707-6
  - Kampf um Londinium, Heyne, München 2024, ISBN 978-3-453-47191-7
- Revenge of Rome:Eagles of the Empire, Headline Books, London 2025, ISBN 978-1-4722-8717-5
  - Die Rache Roms, Heyne, München 2026,  ISBN 978-3-4534-4328-0

### Revolution-Serie
Diese Serie behandelt das Leben Napoléon Bonapartes und Arthur Wellesleys und beginnt im Jahr 1769. Die Bücher erzählen in abwechselnden Abschnitten parallel die Biographien beider Persönlichkeiten von frühester Kindheit über Jugend und militärischen Werdegang bis zum finalen Aufeinandertreffen in Waterloo. In Romanform geschrieben, orientieren sich die vier Bände eng an den historischen Ereignissen.
1. Young Bloods. Headline Books, London 2006, ISBN 0-7553-2433-1.
  1. Schlacht und Blut – Die Napoleon-Saga (1). Heyne, München 2019, ISBN 978-3-453-47172-6.[7]
2. The Generals. Headline Books, London 2007, ISBN 978-0-7553-2435-4.
  1.  Ketten und Macht - Die Napoleon Saga (2). Heyne, München 2020, ISBN 978-3-453-47171-9.[8]
3. Fire and Sword. Headline Books, London 2009, ISBN 978-0-7553-2437-8.
  1.  Feuer und Schwert - Die Napoleon Saga (3). Heyne, München 2020, ISBN 978-3-453-47169-6.[9]
4. The Fields of Death. Headline Books, London 2010, ISBN 978-0-7553-2440-8.
  1.  Kampf und Tod - Die Napoleon Saga (4). Heyne, München 2021, ISBN 978-3-453-47170-2.[10]

### Gladiator-Serie
Diese Jugendbuch-Reihe um den Protagonisten „Marcus“ spielt ebenfalls im antiken Rom.
- Gladiator, Fight for Freedom. Puffin, London 2011, ISBN 978-0-14-133363-2.
  - Marcus Gladiator, Kampf für Freiheit. arsEdition, München 2012, ISBN 978-3-7607-8377-2.
- Gladiator, Street Fighter. Puffin, London 2013, ISBN 978-0-14-132859-1.
  - Marcus Gladiator, Straßenkämpfer. arsedition, München 2012, ISBN 978-3-7607-8378-9.
- Gladiator, son of Spartacus. Puffin, London 2013, ISBN 978-0-14-133872-9.
  - Marcus Gladiator, Aufstand in Rom. Bloomoon Verlag, München 2013, ISBN 978-3-7607-6884-7.
- Gladiator, Vengeance. Puffin, London 2014, ISBN 978-0-14-133903-0.
  - Marcus Gladiator, Zeit der Rache. Bloomoon Verlag, München 2014, ISBN 978-3-8458-0336-4.

### SerieDunkles Berlin
- Blackout. A Gripping Ww2 Thriller (= A Berlin Wartime Thriller). Headline, London 2021, ISBN 978-1-4722-5853-3.
  - Verdunkelung. Thriller (= Dunkles Berlin, Bd. 1). Piper Verlag, München 2022, ISBN 978-3-492-06341-8.
- Dead of Night. Headline, London 2023, ISBN 978-1-4722-5860-1.
  - Nachtkommando. Thriller (= Dunkles Berlin, Bd. 2). Piper Verlag, München 2024, ISBN 978-3-492-06342-5.

### Einzelbände
- Sword and Scimitar. Headline Books, London, 2013, ISBN 978-1-4722-0190-4.
  - Schwert und Säbel. Heyne Verlag, München 2015, ISBN 978-3-453-47127-6.
- mit T. J. Andrews: Pirata. Headline Books, London 2019, ISBN 978-1-4722-1371-6.
  - Piraten. Heyne Verlag, München 2022, ISBN 978-3-453-47186-3.